# 英格列斯百貨

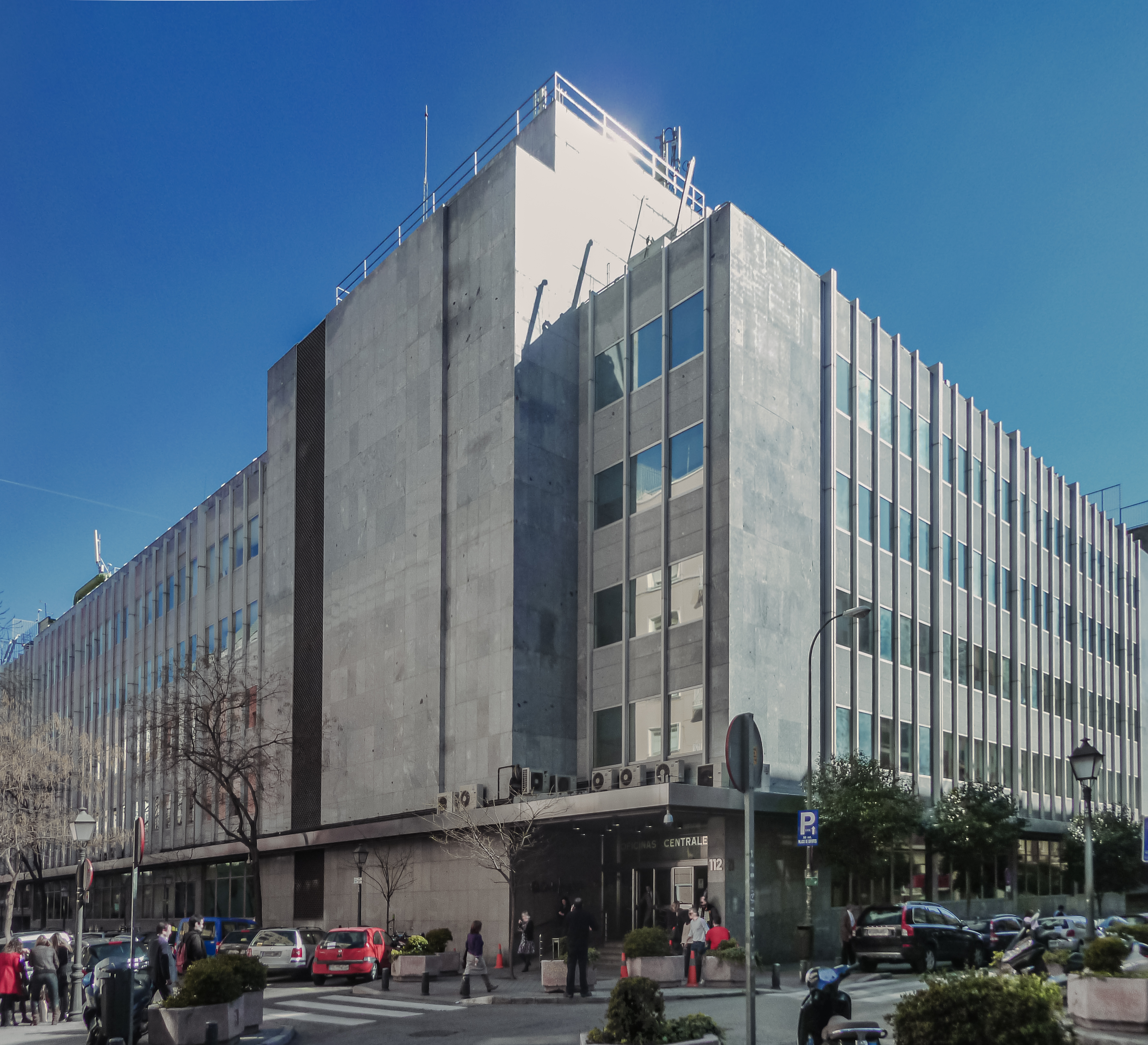
英格列斯百貨位於馬德里的總部

英格列斯百貨（西班牙語：El Corte Inglés）是西班牙目前唯一的連鎖百貨公司，也是歐洲最大、全球第四大的百貨公司集團，總部位於馬德里。除了百貨公司之外，亦跨足超級市場、五金材料賣場、旅行社、電信服務等領域。
其西班牙語原名意為「英式剪裁」，與其以經營裁縫店起家有關，但華文社群多誤稱其為「英國宮」或“英国公司”。

## 外部連結
- 英格列斯百貨官方網站 （页面存档备份，存于）（西班牙文）
- 英格列斯百貨線上購物網站 （页面存档备份，存于）（西班牙文）（英文）（法文）
- 英格列斯百貨公司訊息網站 （页面存档备份，存于）（西班牙文）